# 古城佳子
古城 佳子（こじょう よしこ）は、日本の政治学者。専門は、国際関係論・国際政治経済学。東京大学名誉教授（元同大学院総合文化研究科教授）。青山学院大学国際政治経済学部国際政治学科教授。

## 経歴
兵庫県生まれ。
- 1980年：東京大学教養学部教養学科国際関係論分科卒業[1]
- 1983年：東京大学大学院社会学研究科国際関係論専攻修士課程修了[1]
- 1988年：プリンストン大学大学院政治学部博士課程修了、Ph.D.（Political Science）の学位を取得[1]
- 1988年：國學院大學法学部専任講師（～1993年）[1]
- 1993年：同助教授（～1996年）[1]
- 1996年：東京大学大学院総合文化研究科助教授（～1999年）[1]
- 1999年：同教授[1]
- 2005年：国際法学会理事[1]
- 2008年：日本国際政治学会副理事長（～2010年）[1]
- 2010年：同理事長（～2012年）[2]
- 2014年：日本学術会議会員
- 2018年：富士通取締役
- 2020年：東京大学大学院総合文化研究科教授を退職、青山学院大学国際政治経済学部国際政治学科教授
- 2024年： 富士通取締役議長

## 著書

### 単著
- 『経済的相互依存と国家――国際収支不均衡是正の政治経済学』（木鐸社, 1996年）

### 共著
- （久米郁男・川出良枝・田中愛治・真渕勝）『政治学』（有斐閣, 2003年／補訂版 2011年）
- Park, Gene, Saori N. Katada, Giacomo Chiozza, and Yoshiko Kojo. Taming Japan's Deflation: The Debate over Unconventional Monetary Policy. Cornell University Press, 2018.

### 共編著
- （藤原帰一・李鍾元・石田淳）『国際政治講座（3・4）』（東京大学出版会, 2004年-）
- （大芝亮・石田淳）『日本の国際政治学（2）国境なき国際政治』（有斐閣, 2009年）

### 訳書
- S・D・コーエン『アメリカの国際経済政策――その決定過程の実態』（三嶺書房, 1995年）
- ロバート・ギルピン『グローバル資本主義――危機か繁栄か』（東洋経済新報社, 2001年）

## 論文

### 雑誌収録論文
- 「IMF増資に対する米国政策の変遷」『国際政治』93号（1990年）
- 「「経済安全保障」再考――概念の整理と歴史的考察」『外交時報』1280号（1991年）
- 「日米貿易不均衡是正と円高をめぐる政治過程――経済的相互依存と調整政策の選択」『レヴァイアサン』11号（1992年）
- 「クリントン政権の対外援助政策――国際開発金融機関に対する政策を中心として」『外交時報』1303号（1993年）
- 「戦後国際経済体制の変容と「埋め込まれた自由主義」」『外交時報』1321号（1995年）
- 「国際通貨レジームの変容と国家間協調」『国際問題』438号（1996年）
- 「日米安保体制とドル防衛政策――防衛費分担要求の歴史的構図」『国際政治』115号（1997年）
- 「『経済のグローバル化』と国際関係――国際政治経済学の展開と課題」『国際関係論研究』12号（1998年）
- 「国際政治経済学の動向――「経済のグローバル化」と国家, 国家間協調の分析視角（上・下）」『国際問題』456号/457号（1998年）
- 「IMFの今日的機能と問題点」『外交時報』1349号（1998年）
- 「資本移動の増大と国際関係――「国家の自律性」の低下をめぐる議論を手掛かりとして」『社会科学研究』50巻2号（1999年）
- 「経済のグローバル化とIMFの役割」『日本比較政治学会年報』2号（2000年）
- 「経済のグローバル化が投げかける問題とは」『外交フォーラム』13巻1号（2000年）
- 「「緩やかな国際制度」と遵守――IMFのコンディショナリティーを事例として」『国際法外交雑誌』100巻2号（2001年）
- 「グローバリゼーションの再検討――その論点と現状」『国際問題』497号（2001年）
- 「グローバリゼーションの何が問題か--国際政治における理論的課題」『世界法年報』24号（2005年）
- 「国際政治におけるグローバル・イシューと企業――知的財産権保護と医薬品アクセス」『国際政治』153号（2008年）
- 「サミットの効果とサミットの正当性」『世界経済評論』53巻7号（2009年）
- 「ブレトン・ウッズ体制の形成と変容――世界金融危機と「埋め込まれた自由主義」の行方」『国際問題』584号（2009年）

### 単行本収録論文
- "Burden-Sharing under U.S. Leadership: The Case of Quota Increases of the IMF since the 1970s," in Power, Economics and Security: The United States and Japan in Focus, edited by Henry Bienen (Westview, 1992)
- 「経済的相互依存の深化と国家の政策選択の分析視角」衞藤瀋吉先生古稀記念論文集編集委員会編『衛藤瀋吉先生古稀記念論文集（4）20世紀アジアの国際関係』（原書房, 1995年）
- 「ブレトン・ウッズ体制の変容と日本の対応」草野厚・梅本哲也編『現代日本外交の分析』（東京大学出版会, 1995年）
- 「国際経済」渡辺昭夫・土山實男編『グローバル・ガヴァナンス――政府なき秩序の模索』（東京大学出版会, 2001年）
- 「バブル形成・崩壊の背景としての日米経済関係」村松岐夫・奥野正寛編『平成バブルの研究（下）崩壊編』（東洋経済新報社, 2002年）
- 「逆第二イメージ論」河野勝・岩崎正洋編『アクセス比較政治学』（日本経済評論社, 2002年）
- 「市場のグローバル化と国際政治」五味俊樹・滝田賢治編『9・11以後のアメリカと世界』（南窓社, 2004年）
- "Japan's Policy Change in Multi-layered International Economic Relations", in Global Governance: Germany and Japan in the International System, edited by Saori N. Katada, Hanns Maull, and Takashi Inoguchi (Ashgate Publishing, 2004)
- 「冷戦後アメリカ外交における経済と安全保障」山本吉宣編『変貌するアメリカ太平洋世界（3）アジア太平洋の安全保障とアメリカ』（彩流社, 2005年）
- 「東アジアにおける経済と安全保障」五十嵐暁郎・佐々木寛・高原明生編『東アジア安全保障の新展開』（明石書店, 2005年）
- "Building Stable International Financial Relations", in Japan in International Politics: The Foreign Policies of an Adaptive State, edited by Thomas U. Berger, Mike M. Mochizuki, and Jitsuo Tsuchiyama (Lynne Rienner, 2007).
- 「通商と金融をめぐる外交――グローバリゼーションと重層的経済外交への転換」大芝亮編『日本の外交（5）対外政策 課題編』（岩波書店, 2013年）